# Баспорт, Мадлен Франсуаза
Мадлен Франсуаза Баспорт (фр. Madeleine Françoise Basseporte; 28 апреля 1701, Париж — 6 сентября 1780, Париж) — французская художница, работавшая в жанре ботанической иллюстрации.

## Биография и творчество
Мадлен Франсуаза Баспорт родилась в 1701 году в Париже. Её отец был виноторговцем. Первым учителем Мадлен стал художник Робер де Сери, затем она обучалась у ботаника и иллюстратора Клода Обрие. Баспорт начинала как портретистка; современники отмечали в её работах влияние Розальбы Каррьера. С 1735 по 1741 год она носила титул «миниатюристки Его величества». Баспорт также обучала дочерей Людовика XV искусству рисовать цветы, и, возможно, некоторое время выполняла обязанности декоратора интерьеров для мадам Помпадур.
Мадлен Баспорт была современницей Карла Линнея и, вероятно, была знакома с ним (во всяком случае, Линней высоко ценил её работы); она также вела многолетнюю переписку с Бюффоном. Её учитель Клод Обрие занимал должность ботанического иллюстратора в Королевском саду (ныне Сад растений), и в 1731 году продал эту должность Баспорт, хотя, по условиям контракта, первые восемь лет жалованье продолжал получать он сам. В 1742 году, после смерти Обрие, Баспорт официально получила место и титул, которыми де-факто владела уже долгое время, и оставалась в этой должности до самой своей смерти. С 1749 года она также получала постоянную денежную пенсию от короля.
Знакомство с выдающимися учёными эпохи позволило Баспорт заниматься не обычным для женщин рисованием декоративных цветочных композиций (фр. peinture des fleurs), а работать в более престижном жанре ботанической иллюстрации. Однако современники отмечали, что в её работах научный подход и объективность натуралиста сочетаются с приятностью для глаза «непосвящённого» зрителя.
Предполагается, что, помимо королевских дочерей, Баспорт также занималась обучением художниц Марии-Терезы Ребуль и Анны Валлайе-Костер (Баспорт была крёстной матерью сестры Валлайе).